# Жерар (граф Оверни)
Жерар I (фр. Gérard; погиб 25 июня 841, Фонтенуа) — граф Оверни с 839 года, возможно, сын Теодорика де Вержи.

## Биография
Точное происхождение Жерара неизвестно, но скорее всего он был сыном Теодорика де Вержи. Женатый на дочери императора Людовика I Благочестивого, Жерар входил в его окружение. В 839 году император назначил Жерара графом Оверни вместо Гверина II. Жерар погиб в битве при Фонтенуа 25 июня 841 года.
Жерар был женат на Берте или Ротруде, дочери императора Людовика I Благочестивого и Ирменгарды. Его детьми были:
- Рамнульф I де Пуатье (ок. 820—15 сентября 866), граф де Пуатье с 844, герцог Аквитании с 845
- Жерар II Лиможский (ум. 879), граф Лиможа
- дочь; муж: Фульк Лиможский